# Mielakka
Mielakka eller Mielakanjärvi är en sjö i Finland. Den ligger i kommunen Savitaipale i landskapet Södra Karelen, i den södra delen av landet, 170 km nordost om huvudstaden Helsingfors. Mielakka ligger 83,1 meter över havet. I omgivningarna runt Mielakka växer i huvudsak blandskog. Den är 1,71 meter djup. Arean är 1,8 kvadratkilometer och strandlinjen är 14,48 kilometer lång. Sjön  ingår i Kymmene älvs huvudavrinningsområde. 